# Teynham
Teynham (engelskt uttal: [ˈtɛnəm]) är en ort och civil parish i grevskapet Kent i sydöstra England. Orten ligger i distriktet Swale, mellan städerna Sittingbourne och Faversham. Tätorten (built-up area) hade 3 126 invånare vid folkräkningen år 2021.